# Emmanouela Androulakī
Emmanouela Androulakī (in greco Εμμανουέλα Ανδρουλάκη?; Īrakleio, 22 luglio 1989) è un'ex cestista greca.

## Carriera
Con la Grecia ha disputato i Campionati europei del 2011.